# Ruellia sprucei
Ruellia sprucei är en akantusväxtart som beskrevs av Gustav Lindau. Ruellia sprucei ingår i släktet Ruellia och familjen akantusväxter. Inga underarter finns listade i Catalogue of Life.